# Cratere Chalonge
Chalonge  è il nome di un cratere lunare da impatto intitolato all'astronomo francese Daniel Chalonge, situato nell'emisfero opposto alla Terra (faccia nascosta). Chalonge si trova a sud-ovest del più grande cratere Lewis, ai margini della zona di detriti che circonda il bacino del Mare Orientale. A sud-est si trovano i Montes Cordillera, un anello montuoso che circonda il Mare Orientale.
Questa formazione è circolare, con un bordo affilato che non mostra segni apprezzabili di erosione. Le pendici interne scendono ripidamente fino ad un anello di detriti che circonda il pianoro intero. Chalonge era inizialmente designato come Lewis R prima di essere ribattezzato dall'Unione Astronomica Internazionale.